# LeAnn Rimes

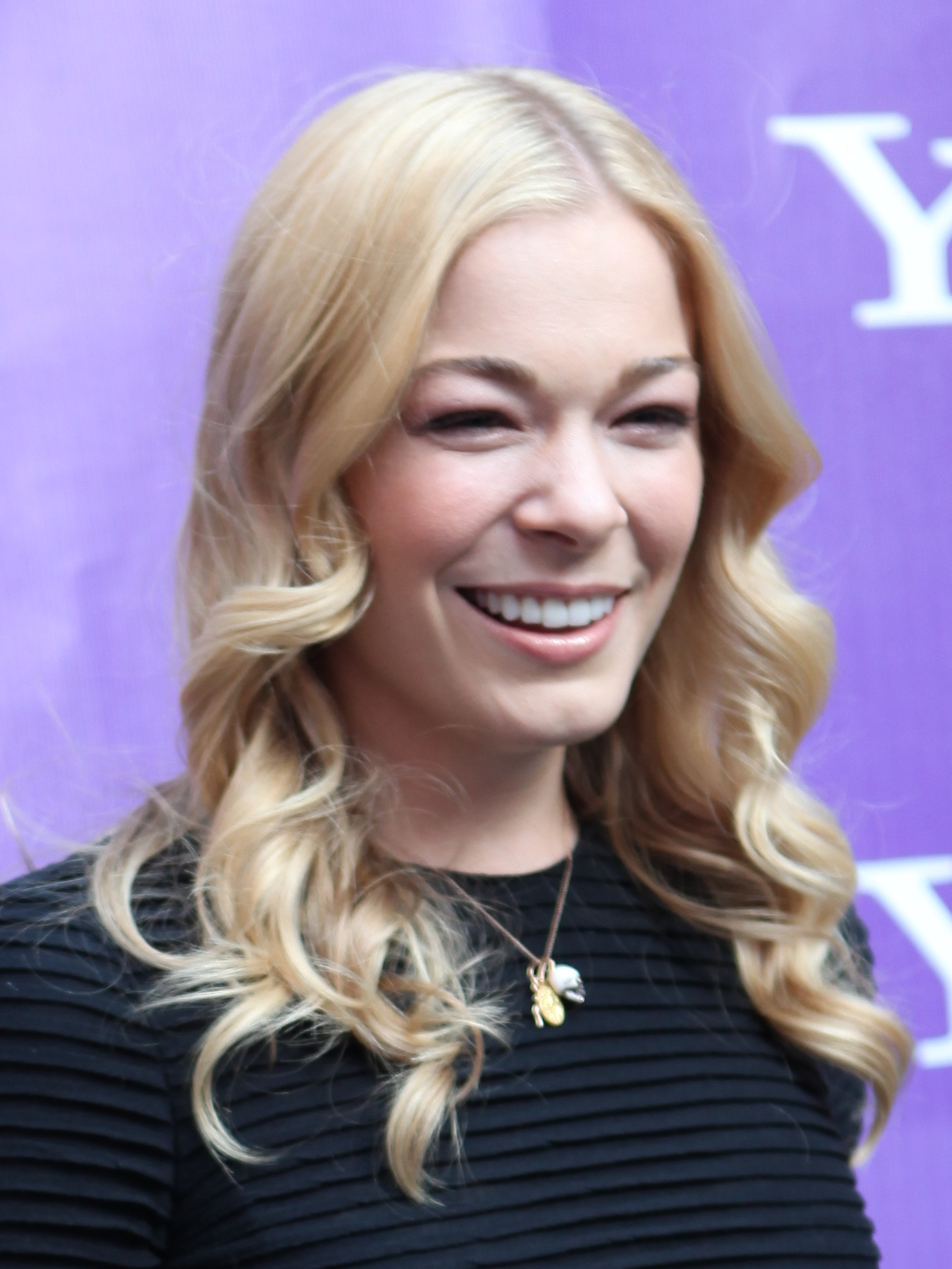
LeAnn Rimes (2009)

Margaret LeAnn Rimes Cibrian (* 28. August 1982 in Pearl, Mississippi) ist eine US-amerikanische Country- und Pop-Sängerin und Schauspielerin.
Rimes’ größter Hit war Can’t Fight the Moonlight aus dem Jahr 2000, ihr meistverkauftes Album Blue aus dem Jahr 1996. Mit Unchained Melody: The Early Years und You Light up My Life: Inspirational Songs hatte sie 1997 zwei Nummer-eins-Alben in einem Jahr.

## Biografie

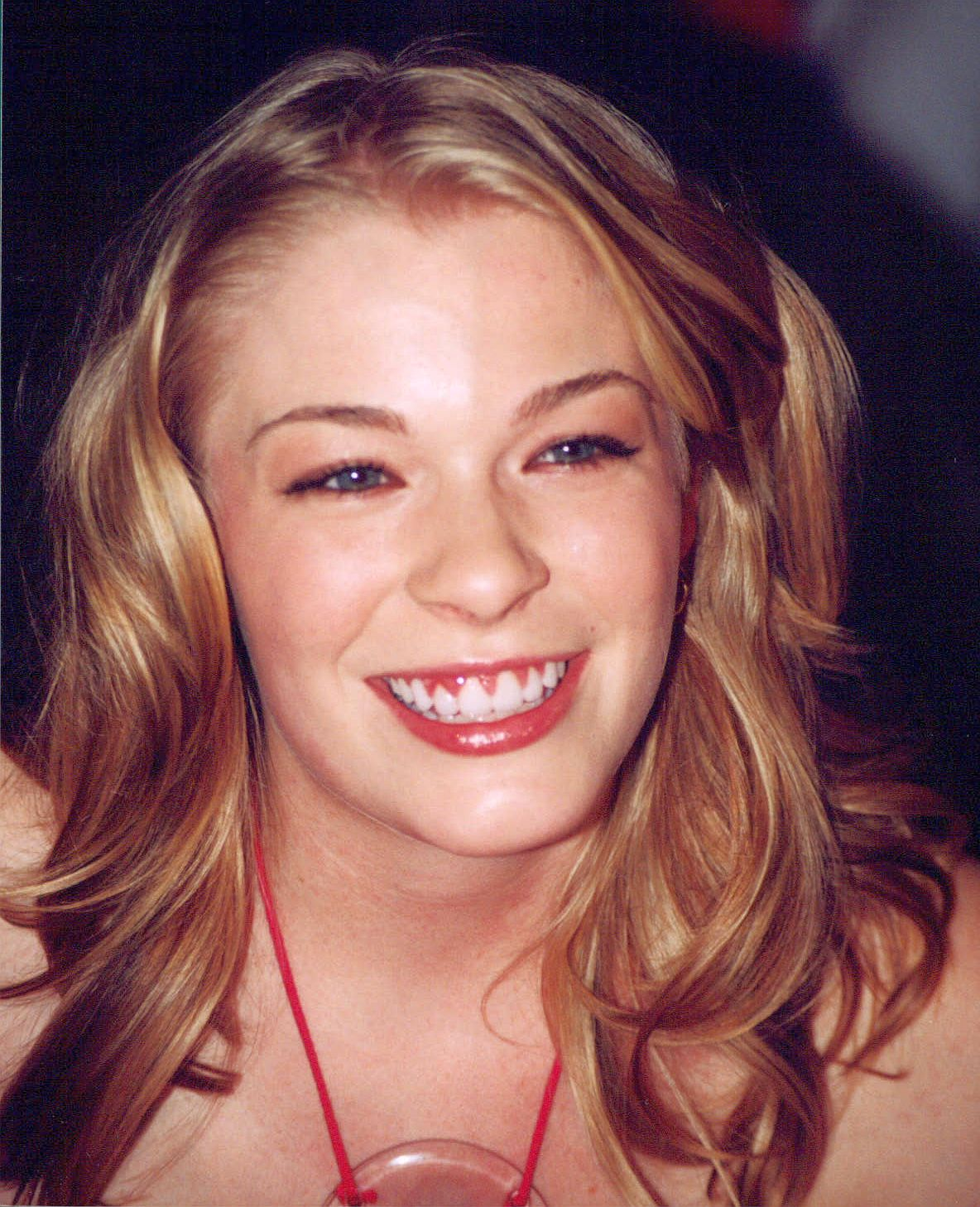
LeAnn Rimes (1999)

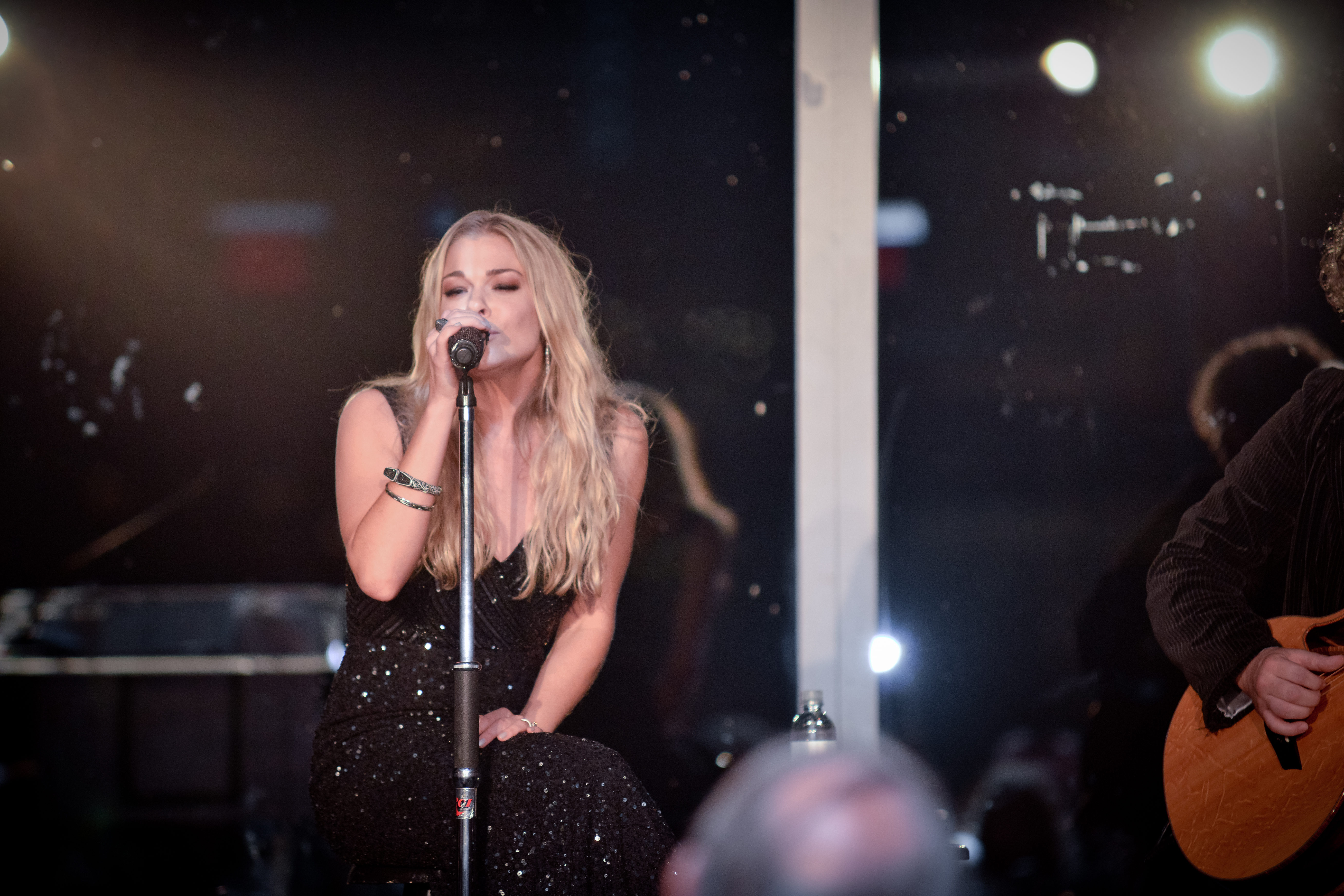
LeAnn Rimes (2014)

Rimes wurde 1982 als Tochter von Belinda Butler und Wilbur Rimes in Pearl, Mississippi, geboren. Ihre Familie zog 1988 nach Garland in Texas. Im Alter von zwei Jahren begann sie zu singen und absolvierte bereits in jungen Jahren eine Gesangs- und Tanzausbildung. Im Alter von fünf Jahren nahm sie an einer lokalen Talentshow teil und begann danach, in einem Musical-Theater aufzutreten. Nach einem Fernsehauftritt hatte Rimes eine Reihe von Auftritten bei Johnnie’s High Country Music Revue in Arlington, was ihr die Aufmerksamkeit überregional tätiger Talentsucher einbrachte.
Mit neun Jahren war Rimes bereits eine erfahrene Sängerin. Sie tourte mit ihrem Vater durch verschiedene Bundesstaaten und sang regelmäßig a cappella die Nationalhymne der USA zum Beginn der NFL-Spiele der Dallas Cowboys. Um seiner nun elfjährigen Tochter zu mehr Aufmerksamkeit zu verhelfen, begann der Vater, ihre Aufnahmen unter dem Independent-Label Nor Vak Ja zu veröffentlichen. Zwischen 1992 und 1996 erschienen dort drei Alben.
Der Radiomoderator Bill Mack war von den stimmlichen Fähigkeiten Rimes beeindruckt und versuchte in den folgenden drei Jahren, sie mit seinem bereits 1956 selbstgeschriebenen Song Blue zu vermarkten. 1995 verschaffte Mack ihr einen Plattenvertrag mit Curb Records, nachdem Blue unter anderem mit einem Grammy ausgezeichnet worden war. Mit Unchained Melody: The Early Years und You Light up My Life: Inspirational Songs hatte Rimes 1997 zwei Nummer-eins-Alben in einem Jahr in den US-Charts. 1998 veröffentlichte sie eine Coverversion von dem Prince-Song Purple Rain.
Im Jahr 2000 erzielte Rimes mit Can’t Fight the Moonlight aus dem Film Coyote Ugly ihren kommerziell erfolgreichsten Song. Im Mai 2000 reichte sie eine Klage gegen ihren Vater und einen ehemaligen Manager wegen Unterschlagung von acht Millionen Dollar Tantiemen-Einnahmen ein. 2002 heiratete Rimes den Tänzer Dean Sheremet; die Ehe wurde im Juni 2010 geschieden. Als Darstellerin spielte Rimes bisher in einigen Produktionen mit, unter anderem in der Fernsehproduktion Nora Roberts – Das Leuchten des Himmels. Bei den Dreharbeiten lernte sie den Schauspieler Eddie Cibrian kennen, den sie 2011 heiratete. Rimes hatte auch Rollen in Good Intentions und in Liebe und andere Hindernisse.
Am 16. Dezember 2020 gewann Rimes als Sun die vierte Staffel der US-amerikanischen Version von The Masked Singer. Im Finale der fünften Staffel am 26. Mai 2021 war sie Gastjurorin; am Anfang einer Der Zauberer von Oz-Mottofolge der elften Staffel sang Rimes im März 2024 das Lied Over the Rainbow.

## Diskografie
Studioalben

| Jahr | Titel                                     | Höchstplatzierung, Gesamtwochen, AuszeichnungChartplatzierungen (Jahr, Titel, Platzierungen, Wochen, Auszeichnungen, Anmerkungen) | Höchstplatzierung, Gesamtwochen, AuszeichnungChartplatzierungen (Jahr, Titel, Platzierungen, Wochen, Auszeichnungen, Anmerkungen) | Höchstplatzierung, Gesamtwochen, AuszeichnungChartplatzierungen (Jahr, Titel, Platzierungen, Wochen, Auszeichnungen, Anmerkungen) | Höchstplatzierung, Gesamtwochen, AuszeichnungChartplatzierungen (Jahr, Titel, Platzierungen, Wochen, Auszeichnungen, Anmerkungen) | Höchstplatzierung, Gesamtwochen, AuszeichnungChartplatzierungen (Jahr, Titel, Platzierungen, Wochen, Auszeichnungen, Anmerkungen) | Anmerkungen                              |
| Jahr | Titel                                     | DE | AT | CH | UK | US | Anmerkungen                              |
| ---- | ----------------------------------------- | --- | --- | --- | --- | --- | ---------------------------------------- |
| 1991 | Blue                                      | — | — | — | — | — | Erstveröffentlichung: 1991               |
| 1994 | All That                                  | — | — | — | — | — | Erstveröffentlichung: 1994               |
| 1996 | Blue                                      | — | — | — | UK99 (1 Wo.)UK | US3 ×6Sechsfachplatin · (97 Wo.)US                                                                                                | Erstveröffentlichung: 9. Juli 1996       |
| 1997 | You Light Up My Life: Inspirational Songs | — | — | — | — | US1 ×4Vierfachplatin · (55 Wo.)US                                                                                                 | Erstveröffentlichung: 9. September 1997  |
| 1998 | Sittin’ on Top of the World               | DE42 (12 Wo.)DE | — | CH34 (4 Wo.)CH | UK11 Gold · (26 Wo.)UK | US3 Platin · (37 Wo.)US | Erstveröffentlichung: 5. Mai 1998        |
| 1999 | LeAnn Rimes                               | — | — | — | — | US8 Platin · (23 Wo.)US | Erstveröffentlichung: 26. Oktober 1999   |
| 2002 | Twisted Angel                             | DE33 (5 Wo.)DE | AT64 (3 Wo.)AT | CH18 (8 Wo.)CH | UK14 Silber · (4 Wo.)UK | US12 Gold · (16 Wo.)US | Erstveröffentlichung: 1. Oktober 2002    |
| 2005 | This Woman                                | — | — | — | — | US3 Gold · (47 Wo.)US | Erstveröffentlichung: 25. Januar 2005    |
| 2006 | Whatever We Wanna                         | DE65 (1 Wo.)DE | AT61 (1 Wo.)AT | CH42 (4 Wo.)CH | UK15 (3 Wo.)UK | — | Erstveröffentlichung: 6. Juni 2006       |
| 2007 | Family                                    | — | — | CH68 (2 Wo.)CH | UK31 (3 Wo.)UK | US4 (20 Wo.)US | Erstveröffentlichung: 9. Oktober 2007    |
| 2011 | Lady & Gentlemen                          | — | — | — | UK96 (1 Wo.)UK | US32 (4 Wo.)US | Erstveröffentlichung: 27. September 2011 |
| 2013 | Spitfire                                  | — | — | — | — | US36 (3 Wo.)US | Erstveröffentlichung: 15. April 2013     |
| 2016 | Remnants                                  | — | — | — | UK15 (3 Wo.)UK | US88 (1 Wo.)US | Erstveröffentlichung: 28. Oktober 2016   |
| 2020 | Chant: The Human & The Holy               | — | — | — | — | — | Erstveröffentlichung: 20. November 2020  |
| 2022 | God's Work                                | — | — | — | — | — | Erstveröffentlichung: 16. September 2022 |

## Auszeichnungen
| 1996 - Grammy Best New Artist Best Female Country Vocal - Academy of Country Music Awards Song of the Year "Blue" Single Record of the Year "Blue" Top New Female Vocalist - CMT Female Rising Video Star of the Year Video of the Year "Blue" (#4) Video of the Year Europe "Blue" (#12) - International Touring Talent Publication New Country Act of the Year 1997 - Country Weekly Golden Pick Awards Favorite Song "Blue" Favorite New Comer - Billboard Music Awards (Country-Musik) Country Single Sales Artist (#1) Country Artist (#1) Country Album "Blue" (#1) Country Album Artist (#1) Artist of the Year - Country Music Association Horizon Award - CMT Video of the Year – Europe One Way Ticket (Because I can) (#10) | - Real Country Awards Female Vocalist of the Year - The Hollywood Reporter – Young Star Awards Best Performance by a Recording Artist - British Country Music Award International Rising Star - North Texas Music Festival Artist of the Year 1998 - Billboard Country Single Sale Artist of the Year Female Country Artist of the Year Contemporary Christian Artist of the Year - Contemporary Christian Album of the Year You Light Up My Life – Inspirational Songs - Special Hit 100 Award How Do I Live? - Blockbuster Award Favorit Female Award - The Hollywood Reporter – Young Star Awards Best Performance by a Recording Artist Artist or Group – LeAnn Rimes in Concert 2001 - Blockbuster Awards Favorite Song from movie: Coyote Ugly – Can't Fight the Moonlight |